# Joys Green
Joys Green – wieś w Anglii, w hrabstwie Gloucestershire, w dystrykcie Forest of Dean. Leży 23 km na zachód od miasta Gloucester i 173 km na zachód od Londynu.